# Raión de Márianskaya
El raión de Márianskaya (del ruso: Марьянский район) fue una división administrativa de los krais de Azov-Mar Negro y Krasnodar de la República Socialista Federativa Soviética de Rusia de la Unión de Repúblicas Socialistas Soviéticas entre los años 1935 y 1953. Su centro administrativo era la stanitsa Márianskaya. 

## Historia
El raión de Márianskaya fue fundado el 20 de diciembre de 1935 en la composición del krai de Azov-Mar Negro en base al territorio del anulado krai de Krasnodar. El 13 de septiembre de 1937 pasó a formar parte del nuevo krai de Krasnodar. El 1 de abril de 1941 componían el raión 4 selsoviets: Yelizavétinski, Márianski, Novomyshastovski y Stefánovski.
El 22 de agosto de 1953, el raión de Márianskaya fue disuelto. Los selsoviets Yelizavétinski, Márianski y Novomyshastovski pasaron al raión de Novotítarovskaya, y el Stefanovski, al raión de Séverskaya.